# Priscilla (film)
Priscilla è un film del 2023 scritto e diretto da Sofia Coppola.
Il film è l'adattamento cinematografico delle memorie del 1985 Elvis and Me scritte da Priscilla Presley con Sandra Harmon.

## Trama
Due mesi prima che il famoso cantante ventiquattrenne Elvis Presley lasciasse la Germania nel marzo del 1960, la quattordicenne Priscilla Beaulieu risiede con la sua famiglia a Bad Nauheim, nella Germania occidentale, dove suo padre è di stanza nell'esercito statunitense. A una festa alla base, incontra Elvis, che era stato arruolato nel 1958, all'apice della sua fama. Elvis mostra rapidamente interesse per Priscilla e iniziano a frequentarsi casualmente, nonostante le preoccupazioni dei genitori di lei sulla loro differenza di età e sul suo status di celebrità. Alla fine Elvis torna negli Stati Uniti dopo il servizio, perdendo i contatti con Priscilla e lasciandola delusa.
Nel giugno del 1962, Elvis si riallaccia con Priscilla e la invita a fargli visita a Memphis (Tennessee), per una vacanza. Prima di portarla a Las Vegas, lascia delle cartoline pre-scritte ai suoi genitori, che saranno spedite dal suo assistente. Si divertono a Las Vegas e lei torna in Germania. Nel 1963, professando il suo amore, Elvis chiede ai suoi genitori se Priscilla può vivere con suo padre, Vernon, e la matrigna, Dee, a Memphis e frequentare una scuola privata cattolica femminile. I suoi genitori sono d'accordo e Priscilla si trasferisce per finire il suo ultimo anno di liceo.
Mentre il tempo trascorso con Elvis a Graceland è piacevole, Priscilla si sente sola mentre Elvis è via per le riprese a Los Angeles, ma è amichevole con la nonna paterna, Dodger, e con il personale di casa. Dopo la laurea, fa visita a Elvis e lo affronta sulle voci molto pubblicizzate delle sue presunte infedeltà con la co-protagonista Ann-Margret, che lui dice servono solo come pubblicità per il film Viva Las Vegas. Continua a vivere a Graceland fino a quando lui non le fa la proposta nel 1966. Priscilla assiste a crisi di irascibilità di Elvis, seguite da rimorsi e scuse. Nel corso degli anni, Priscilla cerca di convincerlo a fare sesso, ma lui afferma che è troppo giovane, alla fine ammettendo di "fare altre cose" sessualmente.
Nel maggio del 1967, i due si sposano a Las Vegas e Priscilla rimane subito incinta, deliziando Elvis, anche se è preoccupata di quanto presto diventeranno genitori e chiede a Elvis dei loro piani per un viaggio solo in due, cosa che lui dice che possono fare più tardi. L'abuso continuo di farmaci da prescrizione di Elvis, l'assenza fisica e le frequenti relazioni extraconiugali causano ulteriore tensione nel loro matrimonio. Elvis inaspettatamente suggerisce di separarsi momentaneamente e Priscilla risponde indifferentemente con sua sorpresa. Nel febbraio del 1968, Priscilla dà alla luce la loro figlia, Lisa Marie, mentre Elvis si sta preparando per il suo nel speciale televisivo dedicatogli dalla NBC per il suo ritorno. Lui diventa sempre più distante e i due alla fine iniziano a condurre vite separate.
Mentre fa visita a Elvis nella sua stanza d'albergo dopo un'esibizione nel 1973, Priscilla lo vede in una leggera foschia dovuta all'abuso di droga. Lui tenta di sedurla, ma lo fa in un modo che lei trova indesiderabile e insolito per lui. Sentendo i suoi piani di divorzio, Elvis le chiede se lo sta lasciando per un altro uomo, ma lei dice che cerca una vita indipendente. Dopo una visita a Graceland per dire addio alle governanti e alla nonna di Elvis, Priscilla se ne va, mentre un certo numero di fan di Elvis bighellona fuori dai cancelli della proprietà.

## Produzione
Il 12 settembre 2022 viene annunciato il progetto: l'adattamento delle memorie di Priscilla Presley, con Jacob Elordi nel ruolo di Elvis Presley e Cailee Spaeny in quello di Priscilla, con la regia di Sofia Coppola.

### Riprese
Le riprese del film, iniziate a Toronto il 24 ottobre 2022, sono terminate nel dicembre dello stesso anno.
Il budget del film è stato di 20 milioni di dollari.

## Colonna sonora
Nel film non è presente nessuna canzone di Elvis Presley dopo che i detentori dei diritti hanno respinto la domanda di permesso per usarle.

## Promozione
Il primo trailer del film è stato diffuso il 21 giugno 2023.

## Distribuzione
La pellicola è stata presentata in concorso all'80ª Mostra internazionale d'arte cinematografica di Venezia e distribuita nelle sale cinematografiche statunitensi a partire dal 3 novembre 2023, ed in quelle italiane a partire dal 27 marzo 2024.

## Accoglienza

### Incassi
Il film ha incassato 20960939 $ in Nordamerica e 12151123 $ nel resto del mondo, per un totale di 33112062 $, di cui 666794 € in Italia con 94209 presenze.

### Critica
Priscilla ha ottenuto recensioni positive da parte della critica, che ne ha apprezzato la capacità di raccontare la storia di Elvis dal punto di vista di Priscilla e l'interpretazione di Cailee Spaeny. Sull'aggregatore Rotten Tomatoes il film riceve l'84% delle recensioni professionali positive con un voto medio di 7.3 su 10 basato su 300 critiche, mentre su Metacritic ottiene un punteggio medio di 79 su 100 basato su 59 critiche.
Peter Bradshaw del The Guardian ha assegnato al film quattro stelle su cinque, riportando che il film «racconta molto su Elvis e sul business disfunzionale in cui si trovava e sulla modesta integrità e sul coraggio di Priscilla», trovandolo «coinvolgente» nella parte iniziale e «meno caratteristico nella sua parte finale, quando Priscilla diventa più alacremente disillusa e realistica» sulla relazione con Elvis; Bradshaw sottolinea che Coppola diriga l'interpretazione di Jacob Elordi in modo che «non ci siano pirotecniche imitazioni di Elvis», per non mettere in ombra la figura di Priscilla.
Owen Gleiberman di Variety si sofferma sul fatto che il film «riflette il paradigma domestico pre-femminista» attraverso le scelte di vita di Priscilla, la quale «si è intrappolata da sola nella relazione», in cui Elvis ritrova nella «relazione con Priscilla un'altra dipendenza, che gli forniva il conforto che desiderava, ma che era il motivo per cui non riusciva a vederla come una persona completa»; Gleiberman apprezza la recitazione di Spaeny, scrivendo che «la forza della sua interpretazione sta nel modo in cui mette in scena la malinconia al rallentatore di Priscilla, mettendo il pubblico in contatto con ciò che significa essere innamorati di qualcuno che si rivela essere un mostro che fa luce su di sé».
Geoffrey Macnab del The Independent scrive che la regista narra la storia attraverso «brevi episodi autoconclusivi» che tuttavia risultano «non sempre collegati tra loro e non sempre spiegati in modo esauriente»; il giornalista riporta che nella regia «analitica» di Coppola fa risaltare «considerazioni taglienti sul modo in cui Priscilla è controllata dagli uomini della sua vita», in cui la perdita della libertà personale non è compensata dal lusso «davvero squallido» di Elvis. Jo-Ann Titmarsh, dell'Evening Standard, afferma che nonostante nel complesso il film sia «bellissimo», resti delusa dalla sceneggiatura poiché «la storia è diventata davvero interessante solo quando Priscilla è uscita dall'ombra del suo infelice matrimonio» ma il film non la racconta, sottolineando che «Spaeny incarna Priscilla» mentre Jacob Elordi è «passabile nel ruolo».

## Riconoscimenti
- 2024 - Golden Globe[20]
  - Candidatura alla migliore attrice in un film drammatico Cailee Spaeny
- 2023 - Gotham Independent Film Awards[21]
  - Candidatura alla miglior interpretazione da protagonista a Cailee Spaeny
- 2023 - Mostra internazionale d'arte cinematografica[22]
  - Coppa Volpi per la migliore interpretazione femminile a Cailee Spaeny
  - In concorso per il Leone d'oro
- 2024 - Critics' Choice Awards[23]
  - Candidatura per il miglior trucco e acconciatura
- 2024 - People's Choice Awards[24]
  - Candidatura alla star drammatica dell'anno a Jacob Elordi
- 2024 - Satellite Award[25]
  - Candidatura alla miglior attrice in un film commedia o musicale a Cailee Spaeny

## Casi mediatici
Subito dopo la diffusione del primo trailer, si è accesa una polemica sul film: alcuni funzionari della tenuta di Elvis hanno bocciato il film, definendolo "un film universitario, con scenografie tanto orribili da non sembrare Graceland", mentre la famiglia non era stata informata né ha dato il consenso all'opera, sostenendo che fosse l'ennesimo tentativo di ottenere soldi e visibilità da parte di Priscilla Presley.